# Сингапурский конференц-зал

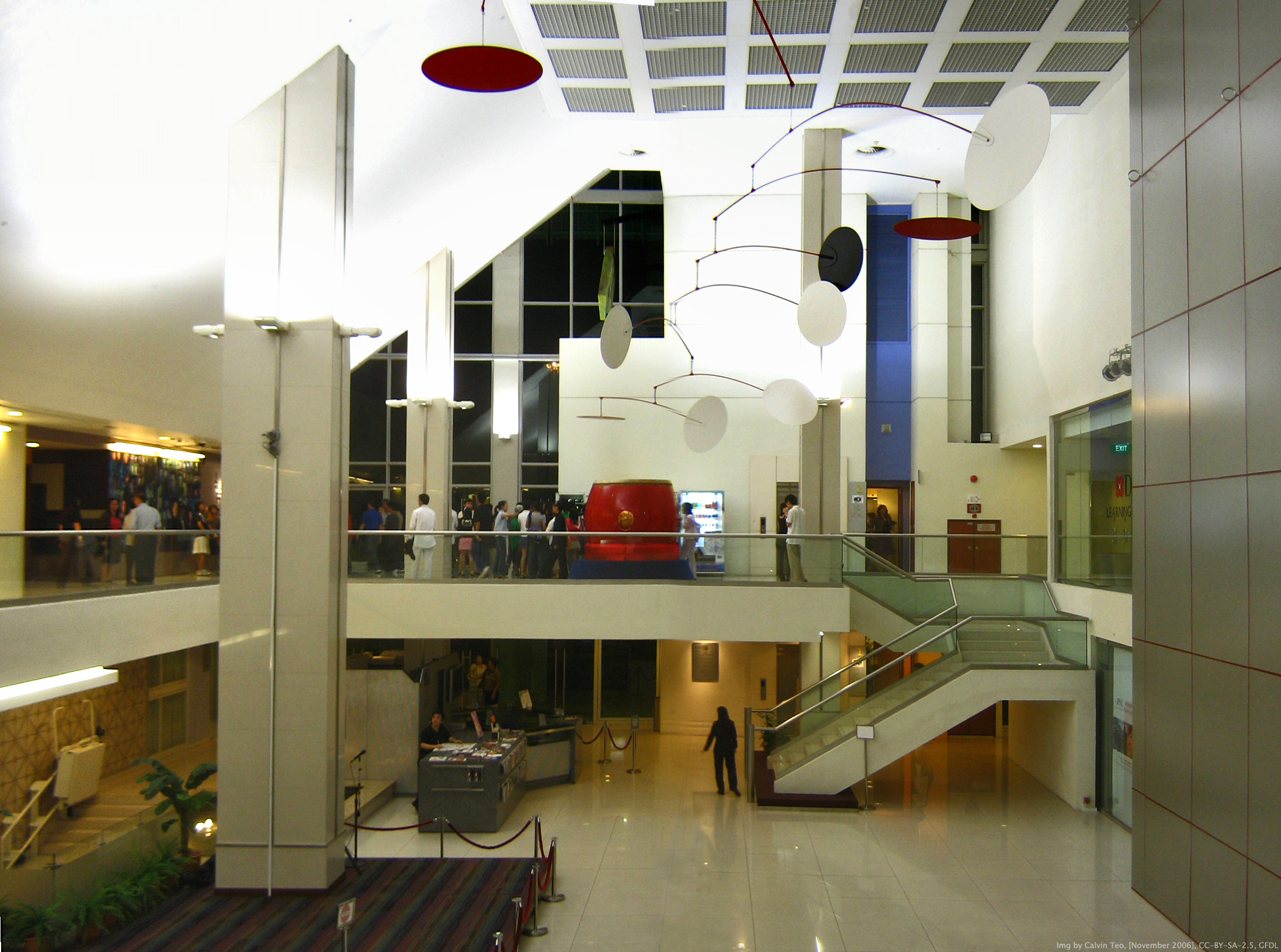
Атриум внутри здания.

Сингапурский конференц-зал (англ. Singapore Conference Hall) — многофункциональное здание, расположенное в сердце финансового района у магистрали Шентон-уэй в Деловом центре (Сингапура). Первое сооружение. возведённое вдоль Шентон-уэй было местом проведения бизнес-конференций и промышленных выставок в 1960-е и 1970-е годы. В настоящее время оно переоборудовано и модернизировано в концертный зал, ставший домашним для Сингапурского китайского оркестра с 2001 года. Построенный к 1965 году и стоивший 4 миллиона S$ по тем временам, он стал примером национальной городской архитектуры. Здание расположено на территории в 3 акра на пересечении Шентон-уэй и Максвелл-роуд.
Сингапурский конференц-зал был включён в число памятников национального значения 28 декабря 2010 года.

## Архитектура
Проект Сингапурского конференц-зала был выбран на открытом национальном конкурсе в 1961 году и соответствовал сингапурской урбанистической архитектуре 1960-х годов. В первоначальном фасаде здания преобладали бетон и стекло. Здания обладает большой крышей в форме крыльев бабочки. Зал на первом этаже был задуман как большое пространство для различных мероприятий и из которого посетители легко могли найти себе дорогу на верхние этажи. В настоящее время этот зал используется как вестибюль или фойе у Сингапурского китайского оркестра. Площадь конференц-зала может использоваться для проведения выставок, приёмов гостей, представлений и конференций. Конференц-зал был первоначально разработан как естественно проветриваемое помещение. Здание было спроектировано компанией «Malayan Architects Co-Partnership», а построено — «Architects Team 3». Пятиэтажное здание не имеет подвалов, есть открытая автостоянка.